# Varanus storri
Varanus storri este o specie de reptile din genul Varanus, familia Varanidae, descrisă de Mertens 1966.

## Subspecii
Această specie cuprinde următoarele subspecii:
- V. s. storri
- V. s. ocreatus

## Galerie

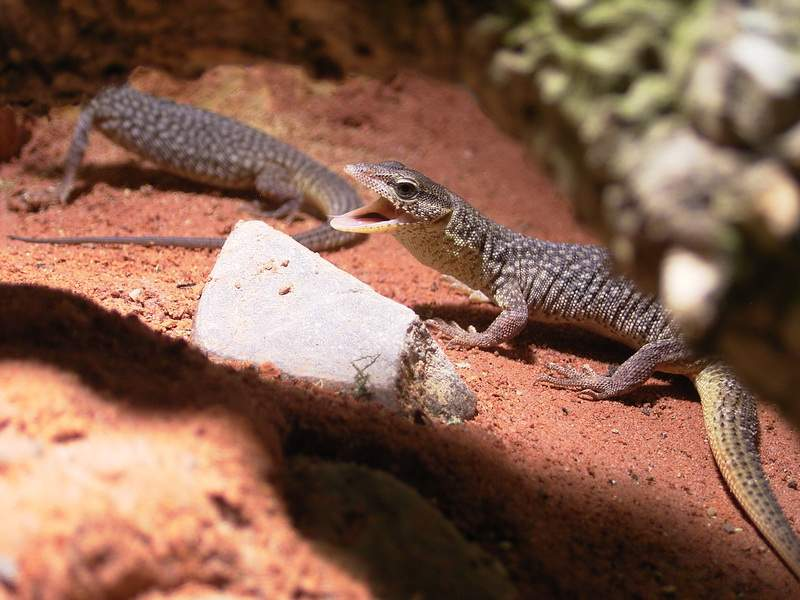